# Chloe Greenfield
Chloe Linnea Ayla Greenfield (født 7. juli 1995 i Detroit i Michigan, USA) er en amerikansk skuespiller. Hun er mest kendt for rollen i spillefilmen 8 Mile fra 2002, hvor hun spillede Lily, lillesøsteren til Eminems rollefigur Jimmy «B-Rabbit» Smith, Jr. 
Under tilblivelsen af 8 Mile, fik Greenfield et tæt forhold Hailie Jade, Eminem's datter. De holder stadig kontakten. Greenfield fortsætter med at gå i skole på Andover High School i Bloomfield Hills, Michigan. Men hun pendler til Los Angeles.
Hun medvirker i 2008 i tv-serien Skadestuen, som blandt andet bliver vist på TV3.